# 足利義持
足利 義持（あしかが よしもち）は、室町幕府の第4代征夷大将軍（在任：応永元年12月17日（1394年1月8日） - 応永30年3月18日（1423年4月28日））。第3代将軍・足利義満の嫡男。母は側室の藤原慶子。
応永元年 (1394年) 12月17日に将軍職を継承するも、父義満の生前は実権を持たなかった。しかし、義満没後は幕府の様々な場面で義満とは異なる独自の政策を実施した（→#政策）。義持の治世中には、明との外交関係断絶、応永の外寇、上杉禅秀の乱や異母弟義嗣の殺害、鎌倉公方足利持氏との対立など、重大な政治的事件や争乱が発生したが、義持は室町幕府の歴代将軍の中では比較的安定した政権を築き上げた。将軍在職28年は室町将軍中では最長である。
応永30年 (1423年) 3月に息子の足利義量へ将軍職を譲った後も、政治の実権は握り続けた。そのため、義量が応永32年2月に死去した後、義持が死去するまでの約2年11ヶ月の期間、将軍職は空位となったが、問題はなかった。 
応永35年 (1428年) 正月18日に43歳で死去。生前に後継者を定めなかったため、義持の後継は籤で選ばれることとなった。

## 生涯

### 出生・将軍職相続

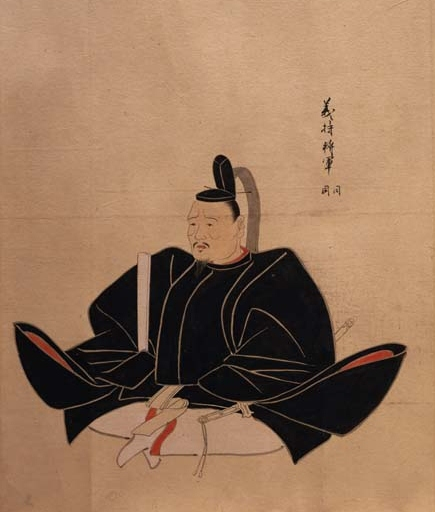
足利義持像（古画類聚）

元中3年/至徳3年（1386年）2月12日、室町幕府第3代将軍・足利義満の子として生まれる。生母は藤原慶子。
応永元年（1394年）12月17日、義満より将軍職を譲られ、9歳で第4代将軍に就任する。同日、元服して正五位下左近衛中将に叙任した（元服奉行は万里小路嗣房、理髪役は日野重光、加冠役は義満、将軍宣下の上卿は日野資教、奉行は油小路隆信）。なお、義持の叙位に関して朝廷は当初、義満の先例に倣い従五位下に叙す考えであったが、義満が満足しなかったため詮議し直し、義満の権力の強大さを考慮して摂関家に準ずる位を与えた。ただし足利家の家督はなおも義満の下にあり、政治の実権も全て義満に握られていた。

### 義満の存命中

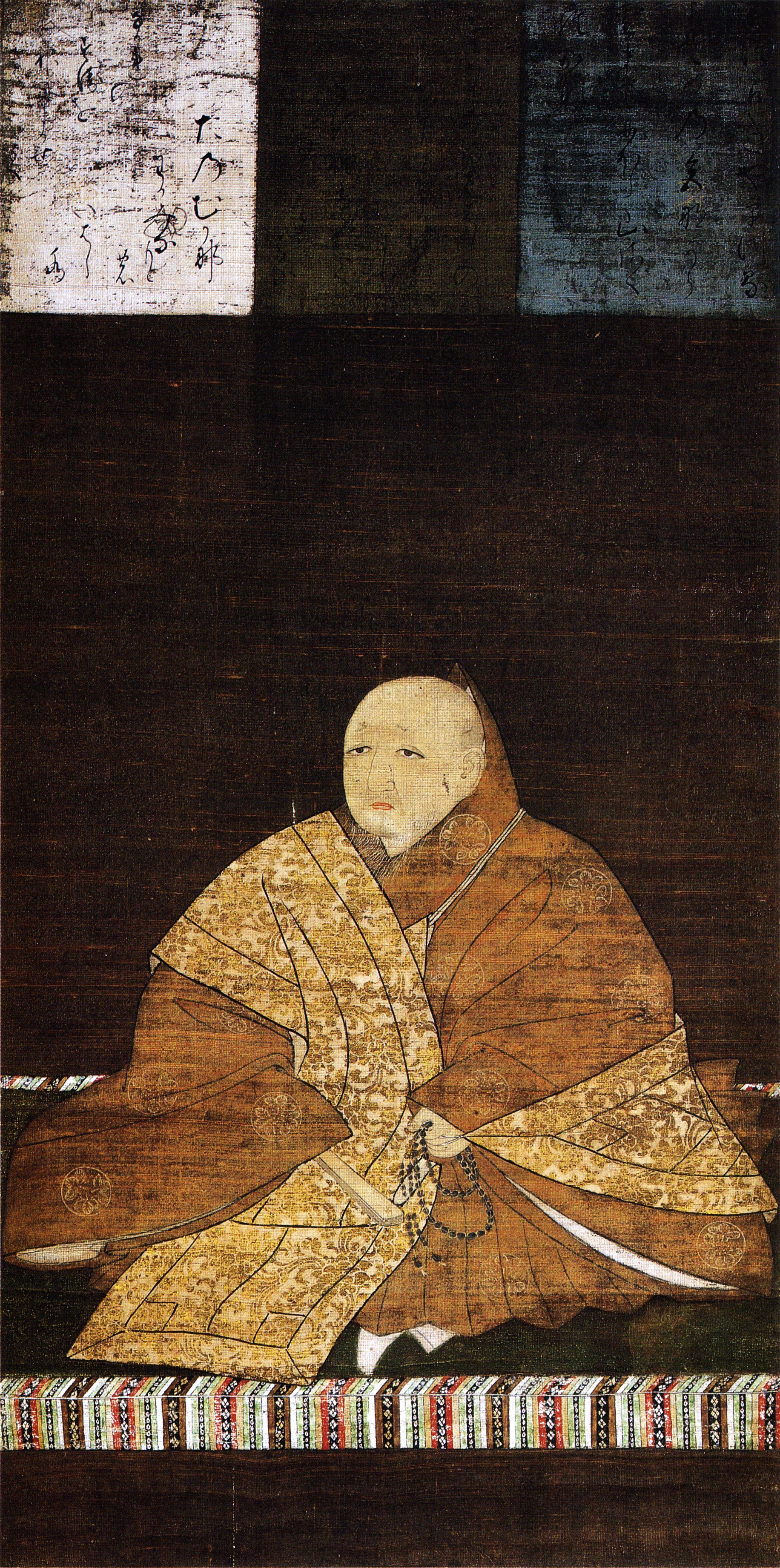
父で大御所の足利義満

将軍就任後、義持の官職は急速に上昇し、応永2年（1395年）6月3日には従四位下、応永3年（1396年）4月20日に正四位下に叙された。同年9月12日に参議、応永4年（1397年）1月5日に従三位、3月29日に権中納言、応永5年（1398年）1月5日に正三位、応永7年（1400年）1月5日に従二位、応永8年（1401年）3月24日に権大納言、応永9年（1402年）1月6日に正二位、11月19日に従一位、応永13年（1406年）8月17日に右大将を兼務するなどした。この急速な昇進は公武ともに強い権力を保持していた父の強い意向があったためである。
ただし幼年のこともあり、将軍として公式の活動を開始したのは応永7年（1400年）1月11日の幕府評定始からとなった。同年12月19日には御判始も行われた。しかし、評定始は形式的なものであり、実質的な政務は義満の許で行われた。また、応永9年（1402年）から将軍として有力守護大名の屋敷に渡御し、寺社にも参詣するなどしている。なお、応永14年 (1407年) 7月24日には、子である義量が誕生した。
応永15年（1408年）5月、義満が重病に陥り、5月6日に死去した。義満の死後、室町幕府では足利将軍家の家督相続の問題が起こった。義持は父・義満と不仲であり、異母弟の義嗣が父に偏愛されていたとされている。義満の偏愛を受けた義嗣は既に家督相続の有力候補として台頭しており、世間では義嗣が兄である将軍義持を押し退けて義満の後継者になると見られていた。しかし義満は義嗣元服の2日後に病に倒れ、数日で危篤に陥ったため、後継者を遺言する時間は無く、このため斯波義将の主張により、家督相続者は義持に決定した。

### 治世初期

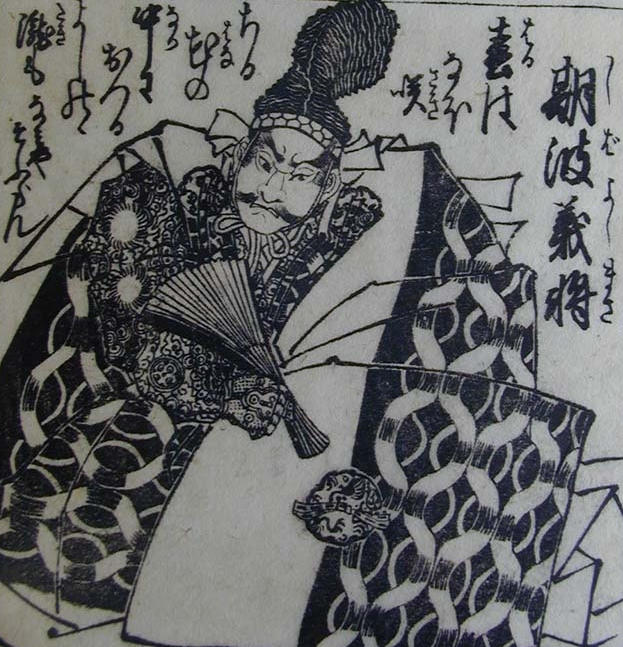
義持擁立に貢献した斯波義将

応永15年（1408年）5月9日、朝廷は義満の生前の地位を考慮して義満に太上法皇（太上天皇）の尊号を与えようとした。しかし将軍の義持をはじめ、特に義満没後に政権を握った斯波義将の強い反対があり拒否された。義持政権最初期の幕政は管領を務め宿老でもあった斯波義将の影響力が強かった。義将の子義重や孫の義淳も管領に任じられるなど、管領職も斯波氏に相承された。
義持は応永15年6月26日に北山第に移った。義持が父義満を象徴する北山第に入り、義嗣が生母春日局の里邸へ移ったことは、義持が義満の後継者であるということを世間に示したとされる。翌年には祖父の2代将軍・足利義詮の住んでいた三条坊門邸（京都市中京区）を再建し移住した。
義持は代替わりに伴い、応永15年8月中旬から積極的な所領政策を推進、寺社などに対して所領安堵を行ない、寺社領の復興も行った。義持の代替わりの政策を研究した榎原雅治によれば、義持自身は「仁政」を意識しており、寺社側も義持の徳政を期待して、幕府に所領回復の訴えを起こしたとされる。没収された所領である闕所の給与についても、応永15年11月に「諸国闕所事」と呼ばれる法令を出し、闕所給与の制度を整えた。
応永18年 (1411年) には、義持は明との外交関係でも転換を図り、義満が明との間に開いた冊封関係を否定した。当初義持は義満の訃報を明の永楽帝に報告しており、冊封関係に入る事を了承していた。しかし義満の日本国王には批判的だったが貿易には積極的だった斯波義将が、応永17年（1410年）5月7日に死去したため、義持は政策を一変させ、明との国交を断絶、冊封関係も消滅した。
斯波義将の死後、義将の影響を脱した義持は斯波氏を幕政の中心から外した。管領だった義将の孫の斯波義淳は同職を辞任し、後任には畠山満家が就任した。また、側近として富樫満成を登用し、義持正室裏松（日野）栄子の兄重光とその子義資を重用するなど、政権内に腹心を配備した。
応永17年（1410年）11月には南朝最後の天皇だった後亀山上皇が吉野へ出奔した。応永18年（1411年）7月には飛騨国司の姉小路尹綱が反乱を起こして同国守護の佐々木高光に討たれた。応永22年（1415年）には河内で楠木氏が反乱を起こした。同年春には北畠満雅が反乱を起こしたが、幕府とまもなく和解した。これらの蜂起は皇位をめぐる旧南朝勢力の反幕府活動だとみられている。一方で、姉小路尹綱と北畠満雅の反乱は、それぞれ背景に所領問題があり、義持政権との確執を抱えていたことも、乱の主因であったとされる。後亀山天皇は幕府の説得もあり、応永23年（1416年）秋に帰京した。
応永18年11月28日に躬仁親王（後の称光天皇）が元服した際には、元服の儀で最も重要な役割である親王への加冠を務めた。応永19年 (1412年) には右近衛大将を辞退した。同年8月29日には、躬仁親王が践祚 (称光天皇) し、後小松上皇が院庁を開くと、義持は同日に院執事に就任した。翌年10月22日には奨学院・淳和院別当となり、翌日源氏長者の宣下も受けた。
また、応永21年（1414年）6月8日に斯波義将の甥・斯波満種が義持の不興を買い、加賀守護職を召し上げられて高野山に隠退した事件も起こっている。加賀守護職は義持の側近・富樫満成に与えられた。同年の11月29日には細川宮内少輔が東大寺の所領を横領したとして義持の命令で自害させられている。

### 上杉禅秀の乱と義嗣の殺害

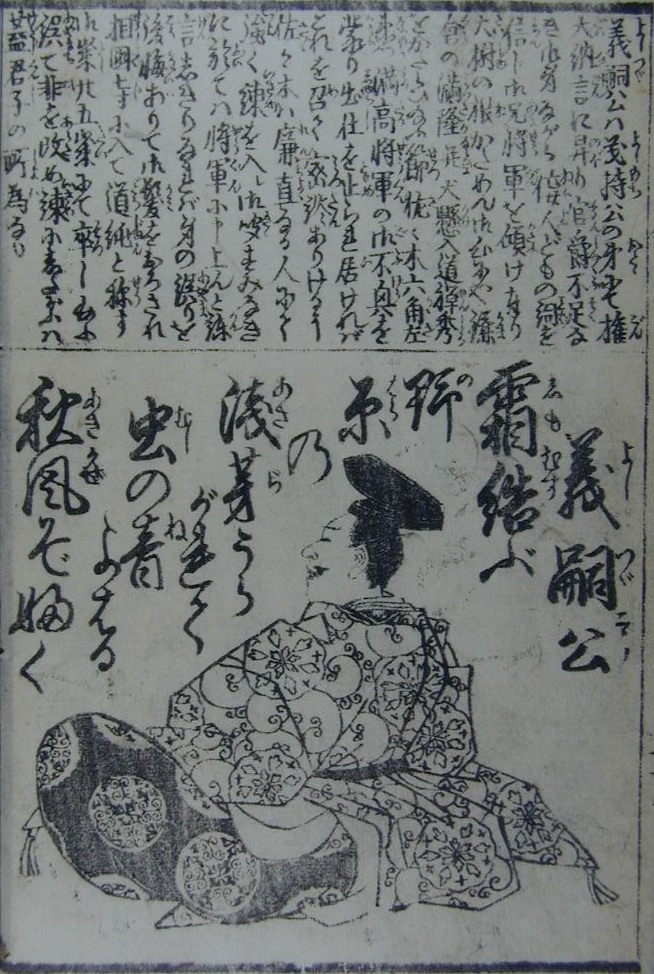
異母弟の足利義嗣

応永23年（1416年）10月、関東で上杉禅秀の乱が起こる。当初の幕府は確かな情勢を掴めずにいたが、10月28日になって持氏の駿河落ちと幕府軍救援を求める報告が入り、10月29日に義持は諸大名を招集して評定を開いた。この中で義持の叔父である足利満詮が持氏救援を声高に主張し、義持や諸大名もこの意見に同意して、義持は駿河守護の今川範政と越後守護の上杉房方に持氏支援を命じた。
持氏支援が決定した翌日の10月30日、足利義嗣が京都から出奔し、山城高雄に遁世するという事件が起こった。義持は11月2日に義嗣に対して管領細川満元と近臣の富樫満成を使者として派遣し、帰宅を促した。その後、義持は義嗣を仁和寺興徳庵に移し、義嗣の側近である山科教高と山科嗣教は富樫満成と富樫満春に預けられた。さらに義嗣は11月9日に相国寺塔頭林光院に移され、教高ら側近4名は加賀へ流罪とされた。義嗣の一連の行動は、関東の禅秀と手を組み反逆を企図したものであったとの風聞が当時の記録にある。有力大名の中からも義嗣と同心していた人物がいるという噂もあったため、幕府の中でも義嗣の処遇案は分かれた。
禅秀の乱は応永24年（1417年）に幕府の支援を得た持氏により鎮圧された。しかし鎮圧後の翌年にはこの余波から土岐持頼が義嗣に与力したとして所領数か所が召し上げられ、重臣の畠山満慶にもその嫌疑がかかり、他にも山名氏が出仕停止に追い込まれたりするなどした。そして首謀者と目された義嗣は応永25年（1418年）1月24日に義持の密命を受けた富樫満成に殺害された。義嗣殺害は、義持と側近の富樫満成が主導して行なったと考えられており、このため富樫満成の権勢が高まり、また諸大名の反発も買うようになった。しかし最終的に満成は、応永25年（1418年）11月24日に義嗣の愛妾・林歌局と密通していた事などを告発されて失脚した。満成は高野山に逃れたものの、後に殺害された。

### 鎌倉府との対立
上杉禅秀の乱では協力した義持と持氏であったが、乱の終結後から対立に転じた。原因は持氏の戦後処理にあった。持氏は反乱軍に与した諸大名を許さずに徹底的に討伐した。禅秀の娘婿の岩松満純や武田信満らは持氏の追討を受けて処刑、自害に追い込まれた。他にも持氏は関東各地に軍を派遣して討伐したため、関東各国の諸大名は勿論、義持との間にも大きな溝が生まれた。信満の自害により甲斐守護職が空白になったため、持氏は新守護に逸見有直を任命したが、義持は認めずに信満の弟である武田信元を任命した。しかし信元の甲斐入国は逸見氏の抵抗で順調に進まず、信元が死去するという事態もあって甥の武田信重が守護に任命されるもこれも入国できず、在京のままという事態となる。常陸でも佐竹義憲（持氏方）と山入与義（幕府方）の守護職問題が起こり、義持は与義を守護に任命したが持氏はこの命令を無視し、さらに上杉憲直に命じて山入与義一族を殺害するに及んだ。これら持氏の戦後処理に不満を抱いた北関東の国人、特に小栗満重は反鎌倉府の動きを見せだした。そしてこれら反鎌倉府勢力の背後には義持の支援があった。
義持は持氏の強硬かつ苛烈な戦後処理に激怒し、応永30年（1423年）6月には幕府軍を武蔵に派兵する計画もあったという。持氏の戦後処理で義持の反感を買ったのは京都扶持衆、すなわち関東は鎌倉府の管轄下ではあるが親幕府の山入氏や大掾氏、真壁氏などを討伐あるいは討伐しようとしたためである。義持は持氏に激怒・不信を抱き、諸大名を招集して対策に乗り出している。
対立は応永30年（1423年）7月に頂点に達し、今川範政や小笠原政康（信濃守護）、武蔵の国人、さらに篠川公方の足利満直や奥州探題の大崎氏に義持は持氏討伐のための命令を出した。この義持の強固な対応に持氏は追い詰められ、応永31年（1424年）2月に持氏は義持に起請文を送って和睦を申し出た。しかし和睦の条件をめぐって両府は争い、特に常陸や甲斐守護職問題は火種となったが、最終的に両府は和睦した。

### 出家

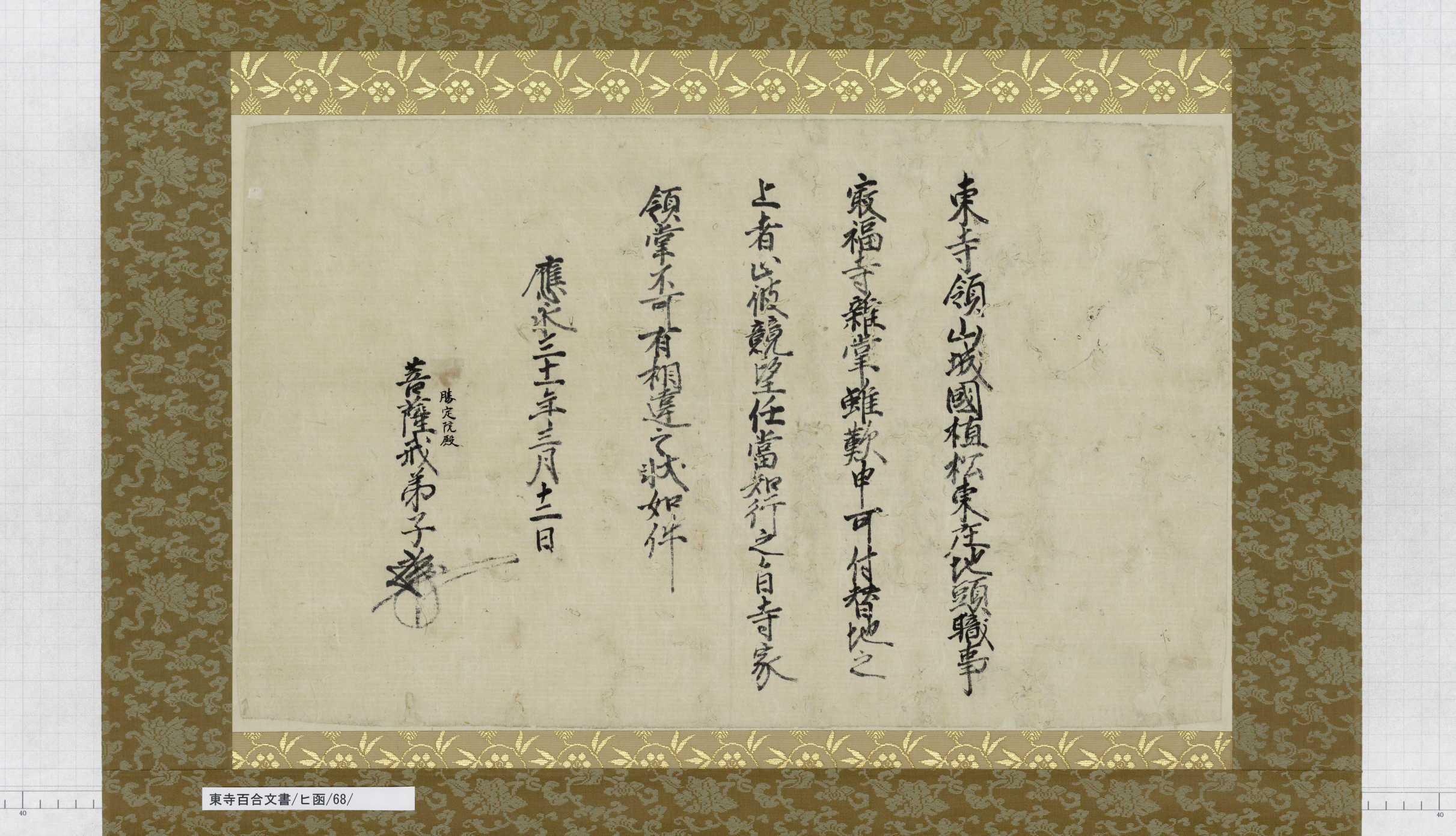
応永31年3月12日付の足利義持御判御教書。京都府立京都学・歴彩館所蔵。

応永30年（1423年）3月18日、義持は義量に将軍職を譲ると、4月25日に等持院で出家して道詮（どうせん）と号した。後小松上皇や朝廷から反対されることを危惧した義持はこの出家を秘密裡に行っており、それは側近の満済にすら事前には知らせないほど徹底したものであった。出家の理由について伊藤喜良は、かつての父・義満のように朝廷や幕府の機構を超越した法体において自由自在に采配を振ることを欲したため、また、深く信仰している禅の奥義を極めるためであったと推測している。その他、義満と同じく38歳での出家であることから、義満の先例を踏襲したものとの見方もある。いずれにしても幕府の実権は大御所義持の手中にあることに変わりはなく、この後も義持は有力守護大名・管領・側近・公家らの邸宅に幾度も御成する一方で、御台所の日野栄子や義量を伴って寺社への参詣も頻繁に行なった。
ところが応永32年（1425年）2月27日、義量が数え19（満17歳）で急死してしまう。義量には男子がおらず、義持にも義量の他に成長した男子がなかったため、当面のあいだは大御所の義持がそのまま幕府を統括することになった。

### 晩年
義量が没し、将軍職が空位となったが、将軍家の家督を掌握していた義持が健在の間は、将軍職在職者の不在は問題とされなかった。一方で朝廷では、称光天皇の継承問題もあり、義持は自らだけでなく朝廷の問題にも対応を迫られていた。また幕府でも細川氏、畠山氏、上杉氏などをめぐる政争があるなど、表向きは平穏であるが様々な問題が芽生えだしていた。
大名の政争に関しては応永34年（1427年）に表面化した。この年の9月21日に幕府宿老で播磨守護であった赤松義則が70歳で死去し、嫡子の赤松満祐が跡を継いだ。この時、赤松家の所領は播磨・備前・美作の3か国であり、満祐は当然3か国の安堵を望んだが、10月26日に義持が出した命令は「播磨は料国（幕府直轄領）とし、一族の赤松持貞を代官に任命して預け置く」とするものだった。その結果、満祐は命令を拒否し、自身の邸宅に火をかけ播磨に下向するという事件が起こった。義持は満祐の行為に激怒し、備前と美作も没収して赤松満弘（赤松光範の子）と赤松貞村に与える内示を与え、さらに山名氏や一色氏に対して赤松討伐を命じるまでになった。しかし管領の畠山満家は討伐に反対して仲介に乗り出し、討伐軍においても山名氏は命令通り11月4日に出陣したが、一色氏は理由を付けて出陣を拒否した。細川氏も出陣には否定的で、積極的だったのは命令を出した義持とかつての旧領奪回を願う山名氏だけで、将軍と大名との間に明らかな齟齬が生まれていた。赤松討伐が実行されない内に、11月10日になって高橋殿（義満の愛妾）からの書状を通じて、持貞が密通していたという直訴が行なわれた。この直訴が契機となり、持貞は切腹、12月には赤松満祐は罪を許されて3か国相続を認められた。

### 最期

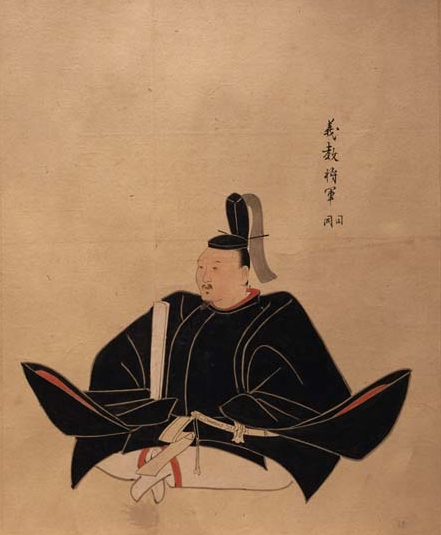
同母弟で第6代将軍の足利義教

応永35年（1428年）1月7日、義持は浴室で尻にできたできものを掻き破ったことにより発熱を起こした。傷の影響により義持が出席する幕府の正月行事の多くが延引することとなり、1月16日にはさらに重態に陥った。
1月17日に入ると、管領畠山満家をはじめ、斯波義淳、細川持元、畠山満慶ら幕府重臣は、満済の下に集合して後継者選定に関して話し合いを始める。しかし義持自身は、自らの判断で後継者を決めるつもりは無く、幕府重臣に任せた。結局、後継者の選定は満済が提案した、義持の弟4人から1人を籤引きで定めるという案に決まった。義持が自身が死ぬまで後継者を指名しなかった理由としては、義量死亡の後に一度石清水八幡宮で籤を引いた際、男児誕生の結果が出ており、さらにその日には男児誕生の夢を見た経験があり、それなのにもう一度籤を引くことは神慮に背くことになると義持が考えたためである。一方で万里小路時房の『建内記』には、義持が「たとい仰せ置かるといへども面々用い申さずば正体あるべからず（たとえ言い残しても幕閣が承認しなければどうしようもない）」と語ったとされる伝聞記事がある。義持は自身の死後に籤を引くよう条件を付けていたため、幕府重臣や諸大名らは義持生前中に籤を作って内々に神前で引き、義持死後に開封することを決めた。
1月17日の午後6時、義持は危篤状態になる。義持は人事不省となり、1月18日午後10時頃に死去。享年43。死因は敗血症と推測されている。義持の死後、1月19日に籤によって将軍職は同母弟の足利義教が継ぐことになった。同日に義持の遺体は等持院に移され、1月23日に荼毘にふされ遺骨が納められた。法号は勝定院顕山道詮で、位牌は相国寺勝定院に安置された。1月22日には朝廷から贈太政大臣の宣下が出された。

## 人物

### 人物像・性格
禅宗を強く信仰し、特に中国の禅宗文化を愛好して、元で流行し五山長老が着た黄衣の僧服を好んで着ていた。また、禅僧の中では隠遁的な人物を好んでいたことが特筆される。
父と比べて倹約志向型であり、御所の造営や義満関連の仏事は縮小された。一方で、大酒飲みであり享楽的な人物とも評されている。
医薬への関心が深く、香薬類の代表的合薬である潤体円を公家の山科教言に与えたり、医師の坂士仏宅を訪問したこともある。霊宝丹の薬方を日本に持ち込んだ陳外郎を登用し、外交を任せるようになったのも舶来薬種の確保が目的といえる。
義持は調整役的な政治姿勢から温厚な人物と思われがちだが、当時の史料から義持は弟の義教に劣らず「短気なところがある性格」の持ち主で癇癪持ちの一面があったといわれる。また信心深く、多くの寺社に参詣・参籠した。最も参籠の多かったのは北野社であった。ただ、回数が余りに多すぎるため、義持の信心だけが要因ではなく、政治的ストレスの解消を目的としていたのではないかともされている。
花押は公家様花押のみを使用した。義持の花押は「慈」の字をもとに作成したとするのが通説だが、一方で義満の院号である鹿苑院殿から「鹿」の字と、義持の院号となる勝定院殿から「勝」の字をもとにして作られたとする説もある。

### 文化人として

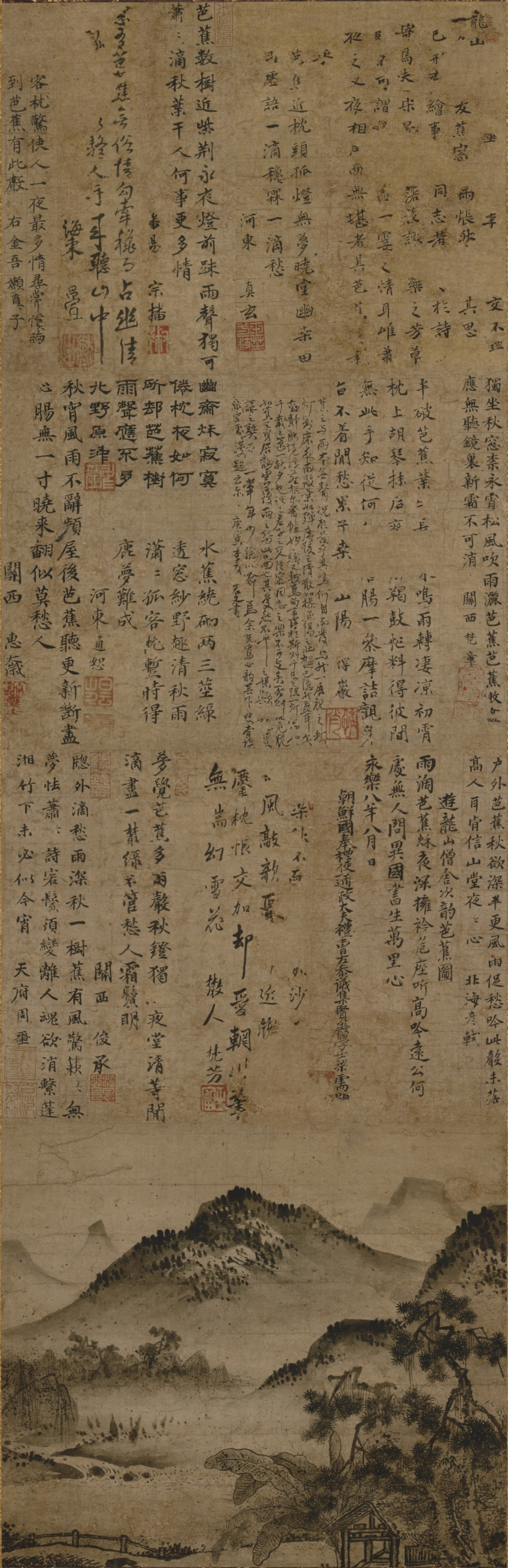
『芭蕉夜雨図』。義持と対面した朝鮮回礼使梁儒や有力大名山名時煕、義持と親しかった禅僧らの賛が書かれている。東京国立博物館所蔵。

義持は禅文化に心酔した、当時の第一級の知識人であった。そのため義持の周辺には大名や京都五山の禅僧が参集して文化サロンが形成され、水墨画が発展した。義持の治世下は、詩画軸の全盛期であり、現在国宝に指定されている如拙筆の「瓢鮎図」も義持の発案・指導によって描かれた。それだけに飽きたらず、自分自身も画技にも親しみ、素人離れした作品が真贋に問題があるものも含めて15点ほど残る。また、東京国立博物館所蔵の「芭蕉夜雨図」は、義持周辺の文化空間を代表する作品として知られる。
芸能においては、特に田楽を好み増阿弥を贔屓した。義持は、父への反発感から義満が好んだ猿楽能には冷淡だったと言われるが、実際には世阿弥も含めて冷遇したわけではないと考えられている。猿楽能についても義満以上の鑑賞眼があったと伝えられ、猿楽を見物した記録もいくつか残っている。
和歌や連歌にもかなりの教養を持っており、朝廷で開かれた連歌会や和歌会にはしばしば参列した。また、義持の周辺では冷泉為尹、耕雲、飛鳥井宋雅といった歌人が活動した。

### 義満との関係
義持は父・義満と不仲だったと言われる。しかし義満は義持が9歳の時に将軍職を譲渡しており、その後も義持が16歳までに権大納言に栄進させるなど、義満による引き立てにはかなりのものがあった。一方で、義持生母の藤原慶子の死去した際、義持は母の忌中として等持寺に籠居したが、義満は大酒を飲んで悲しみの態度を見せず、さらに酒宴を開いたりするなど、いわゆる正反対の対応を見せた事が多感な時期にあった義持に大いに影響したといわれる。
義満晩年の義嗣への厚遇も、義満と義持の悪化した親子仲の一例とされる。実際に義嗣が義満の継嗣になるかもしれないという噂は当時からあった。しかし、義満が義持を押しのけ、義嗣を後継にしようとしたかについては、研究者から疑問も多く出されている。義満没後の義嗣は兄義持に恭順する姿勢を見せており、義持も義嗣の官位の昇進や生活に気を配った。

## 政策

### 政治手法
義持は院待遇を受け公武の頂点に立った出家後の義満の地位は継承せず、あくまでも廷臣の地位に自身を位置付けた。官職では義満が太政大臣まで昇ったのに対し、義持の昇進は内大臣でとどまり、義満が宣下された准三后宣下も行われなかった。父の官職や待遇を経ずとも強権を振るえた義持の権力は、義満のそれよりも強化されているとの評価もある。
義持は義満と違って調整役としての政治を心掛けたとされる。義持の時代には大名・側近に対する渡御（御成）もかなりの回数に上り年中行事化した。義満は臣下を自分の所に呼び出して命令する事でその権威を示していたのであるが、義持はその反対、つまり家臣の屋敷に出かける行動をとった。御成とそれに伴う儀礼行為は、義持と守護層との間に改めて主従関係を形成させたと考えられている。ただし、義持にも専制的側面はあり、富樫満成や赤松持貞といった義持側近の台頭と有力守護層との対立はその代表とされる。
複数の守護に影響を与えるような重大事案が生じた場合には、義持は有力な幕閣を集め会議を開かせた。この会議は研究上「大名衆議」・「重臣会議」・「評定会議」などと呼ばれる。吉田賢司の研究によれば、「大名衆議」では義持が諸大名に諮問し、諮問を踏まえて管領と諸大名は意見交換の会合を開き、それぞれの意見が一致するよう議論したとされる。この時、管領は義持と諸大名との間の仲介や、諸大名の意見の取りまとめを行った。

### 外交
義持は、父・義満が始めた日明貿易、そして明との冊封関係には否定的で、治世当初は貿易に積極的だった斯波義将がいたためにしばらく冊封関係は続けたが、義将が死去した翌年には明の使者を追い返して事実上冊封関係を断絶した。この時、明の永楽帝は激怒し日本征伐を計画するほどだったという。永楽帝は応永24年（1417年）秋に冊封関係の復活と日本の使者の来貢を求めたが、義持は使者に会おうとすらしなかった。応永26年（1419年）になると永楽帝は再度使者を来日させて義持の態度を強く責め立て恫喝したが義持は拒否し、ここに至り日明関係は完全に断絶となった。ただし義持は、交易に伴う実利までは否定していなかったとされる。
義持が日明関係を断絶した理由は、交易に関してのみなら義持も望むところであるが、外国の君に対して「家臣」を称し、日本国王の称号を与えられる事は神々に背くような事であると考えていたからとされている。また応永26年（1419年）と言えば応永の外寇があった年で、義持はこれを永楽帝の意を受けた李氏朝鮮軍の侵略と見なしていたため、明との断絶に踏み切ったといわれる。その他の理由としては､義持が重篤な病にかかった時に､医療への再認識が高まり､朝貢貿易の主要物が薬膳 (生薬) と合薬で､それも南方産の香薬が主で､それらは中国では産しないことから琉球や東南アジアとの通交が確保できることを前提に､対明断交に踏み切ったとする｡琉球との貿易で日明間の朝貢貿易を肩代りさせ､評判の悪い冊封関係を断ち切ろうとしたものとする指摘もある｡
朝鮮とは義満死去の直後からやり取りをしており、応永16年 (1409年) には管領斯波義将名義の書状を送り、友好関係を確認している。応永18年には義持から太宗へ象が送られた。義持は対明通交の代替として朝鮮との交易を重視していたとされ、実際の交渉や通交には大内氏や九州探題渋川満頼、奉公衆の小早川則平が深くかかわった。しかし、応永26年 (1419年) 6月、倭寇問題を起因として応永の外寇が発生したために、緊張関係も生じた。同年11月には、義持は大蔵経を求めるという名目で聖福寺禅僧の無涯亮倪を正使として朝鮮に派遣し、朝鮮の内情を探らせている。この遣朝鮮使節が帰国する際には、朝鮮の回礼使宋希璟が来日した。義持は応永29年にも朝鮮国王に書状を送っており、同30年には朝鮮の回礼使の帰国に合わせて再度使者を送り大蔵経を求めた。義持は朝鮮への書状（書契）に「日本国王」号を使用せず、冊封体制から離脱したことを示した。
琉球とはたびたび通交があり、特に応永20年代には国家的交渉が本格化したとされる。義持は琉球国世主から国書や進物を受け取っていた。

### 朝廷対策
義持は朝廷とは極めて良好な関係を保った。諸大名へ御成をしたように、義持の参内・院参も確認できるだけでかなりの回数に上っている。義持は後小松上皇と連携して緊密な政治関係を築いており、個人的にも上皇とは親しかった。応永19年9月には院執事に就任し、その後も長く後小松上皇を補佐した。また、義持は称光天皇の後見役ともなっており、若き天皇の権威向上を図った。天皇と院の家政にも関わっており、このような義持の動向は、後小松上皇と称光天皇の輔弼をしていたと評価されている。
義満も義持も朝廷ならびに「王家」である後光厳天皇系（後小松- 称光） を支える強い意思があったものの、義持は義満のように自ら公家政治に参加して表舞台に出る存在ではなかったとされる。義持は、武家は裏方に徹して基本的には公家政治の表舞台に出るべきではないとする考えを持っており、義満没後の太上天皇贈号もその上で拒否したと考えられている。
朝廷の儀礼へも関心を持ち、深い理解を欲していた。石原比伊呂によれば、義持の儀礼への参加は現任の摂関に準じた形でなされたとされる。応永26年 (1419年) には、延文元年 (1356年) 以来途絶えていた朝廷儀礼である祈年穀奉幣を再興した。その他、中世では国家的霊場と考えられた宮中真言院の復興や神泉苑の修理も行っている。

### 訴訟制度
義持は応永29年 (1422年) 7月26日に「御成敗条々」と呼ばれる法令を出し、寺社本所領を中心とする所領政策や訴訟制度を整理した。それまで幕府の訴訟は、迅速化のため訴人（原告）の訴えを一方的に認める訴訟手続きがとられていた。しかし義持政権後期には、「御成敗条々」などにより、訴人と論人（被告）双方の証拠文書が審理されるようになった。また、応永30年代になると論人奉行と呼ばれる役職が置かれた。応永20年代中頃までは、相論における訴状の受理や室町殿への披露といった訴訟の進行は、本奉行と呼ばれた奉行人一人が担当していた。しかし論人奉行が置かれると、訴人は本奉行、論人には論人奉行が担当として付いた。

### 地方対策
東国（関東・奥州）方面に関しては前述しているように鎌倉公方の足利持氏との軋轢、上杉禅秀の反乱などから義持は積極的な対策に乗り出している。対して西国、すなわち九州方面に対する関心は低かった。これは当時、九州に幕政を揺るがすほどの大事件が存在せず、また当時西国で大きな実力を保持していた大内盛見が義持政権の首脳部の1人として在京していたためだとされる。

### 寺社対策・宗教政策
義持政権初期には、義満期に行われた仏事や祈祷の規模が減少する一方で、臨時の祈祷をたびたび開催したとされる。特に公武関係が密接になると、足利将軍家だけでなく天皇家も祈禱対象に含まれるようになり、さらに嫡男である義量および称光天皇の病弱、応永の外寇、足利持氏との対立などの諸問題が噴出すると、義持は問題が発生するたびに臨時の祈祷を開催したため、足利将軍家に仕えた武家護持僧だけでは足りなくなり、護持僧以外も多くの高僧が動員された。仏神事は、義持の出家後ますます盛んとなり、義持自身も寺社へ頻繁に参詣した。
義持は禅宗に深く帰依しており、多くの禅僧と交流した。当時五山の中心となった夢窓派の僧だけでなく、惟忠通恕や大愚性智といった仏源派・聖一派の禅僧も登用した。夢窓派の拠点であった相国寺内に他派の禅僧を招くなど、夢窓派に対する牽制も行っている。
その一方、武装したり、傍若無人な乱暴を繰り返したりする僧侶は、徹底的に取り締まった。相国寺に対しては自ら乗り出して兵具を没収し、さらに武器所持の僧侶数十人を逮捕して侍所に預け、他にも行状不良の僧侶を召し捕えるなどしている。南禅寺でも武器所持の嫌疑で僧侶が逮捕されるなど、義持は僧侶の武装を厳禁した。応永31年 (1424年) 10月には、石清水八幡宮の神人との間で争いが起こり、洛中で神人と幕府軍が衝突し、多数の死傷者が出る事件も発生した。
大和国の実質的な守護であった興福寺（南都）に対しては、応永21年 (1414年) に発生した大和国内の抗争により、興福寺側から私戦停止と相論の裁決を幕府に求める要望が出されたことで、南都への統制を強めた。義持はこの興福寺の要請を踏まえて、興福寺衆徒や大和国国民へ、幕府の裁定に服することを命じる「篇目」を出し、彼らに起請文を提出させている。

### 財政
義持による日明関係の断交によって、幕府は明との貿易利潤を財源にできなくなった。そのため、それまで将軍家内部の費用に充てられていた土倉酒屋役と、守護が出銭した守護役が幕府の主要財源とされた。室町幕府の財政史研究では、義持政権期に幕府の財政は都市京都に依存するようになったと評価されている。

### 後継者問題
義持は義量が死ぬと、自らが死ぬまで後継者指名を拒否して新しい将軍を立てなかったが、これは少なくとも義持が壮健の間は大した問題にはならなかった。まず、義量はあくまで名目上の将軍で実質的な権力を握った義持が健在だったこと、義量にも義持にも男子がいないという現実的問題があったためであるとされる。ただしそれ以外では、義持が新たな男子出生を願っていたためともいわれる。義持は義量を失った時点でまだ40歳であり、正室の日野栄子も36歳であったため、まだ男子誕生の可能性はあったが、結局生まれなかった。

## 系譜
- 父：足利義満（3代将軍）
- 母：藤原慶子（側室）

- 兄弟姉妹
  - 足利義教（6代将軍）
  - 足利義嗣
  - 尊満[196]
  - 大覚寺義昭[196]
  - 仁和寺法尊ほか[196]

- 正室：日野栄子（日野資康の娘）[197]
  - 足利義量（5代将軍）
  - 男子（夭折?）[198]
  - 男子（夭折?）[198]
  - 大聖寺慈敬（女子）[199]
  - 喝食御所（女子）[199]
- 側室：徳大寺俊子（南向殿）[200]
  - 女子[199]
- 側室：小兵衛督局[200]
  - 慈受院寿山瑞永（女子）[199]
- 生母不明
  - 大慈院入室の女子[199]
  - 惣持院入室の女子[199]

### 義持の家族に関して
義持は正室の栄子との夫婦仲は良好で、奈良や伊勢参詣で同伴し、また義持同様に田楽を好むなど趣味も一致していた。2人の間には嫡子の義量が生まれたほか、女子が存在していたと推測されている。
側室には徳大寺俊子がおり、俊子との間には女子があったが夭折したとされる。また、他に男子が2人いたとされているが、幼い頃以外の動向が明らかでないため夭折した可能性が高い。他の女子を加えて、義持は合わせて3男6女はいたと推測される。ただ義持死去時に存命していたのは女子2人だけだったため、義持没後に後継者は義持の弟から選ばざるを得なかった。

## 略歴
| 和暦            | 西暦   | 日付     | 内容                                                                   | 出典    | 年齢 |
| --------------- | ------ | -------- | ---------------------------------------------------------------------- | ------- | ---- |
| 元中3年/至徳3年 | 1386年 | 2月12日  | 誕生。                                                                 | [ 203 ] | 1歳  |
| 応永元年        | 1394年 | 12月17日 | 第4代将軍となる。                                                      | [ 4 ]   | 9歳  |
| 応永15年        | 1408年 | 5月      | 義満死去。足利将軍家の家督を相続し、実権を握る。義満の尊号などを拒否。 | [ 204 ] | 23歳 |
| 応永18年        | 1411年 |          | 対明通交が断絶。                                                       | [ 40 ]  | 30歳 |
| 応永23年        | 1416年 | 10月     | 上杉禅秀の乱が起こり、義持は駿河に逃れてきた足利持氏を支援する。       | [ 56 ]  | 31歳 |
| 応永24年        | 1417年 | 1月      | 幕府の支援により、上杉禅秀の乱は鎮圧される。                           | [ 205 ] | 32歳 |
| 応永25年        | 1418年 | 1月      | 弟の足利義嗣を殺害。                                                   | [ 54 ]  | 33歳 |
| 応永30年        | 1423年 | 3月18日  | 義持、嫡子の義量に将軍職を譲る。翌月に出家。                           | [ 206 ] | 38歳 |
| 応永32年        | 1425年 | 2月27日  | 足利義量が死去。以後、将軍位は空位となる。                             | [ 207 ] | 40歳 |
| 応永34年        | 1427年 | 11月13日 | 赤松持貞事件が起こり、持貞が切腹する。                                 | [ 208 ] | 42歳 |
| 応永35年        | 1428年 | 1月18日  | 足利義持、死去する。                                                   | [ 102 ] | 43歳 |

## 官位叙任履歴
※日付＝旧暦

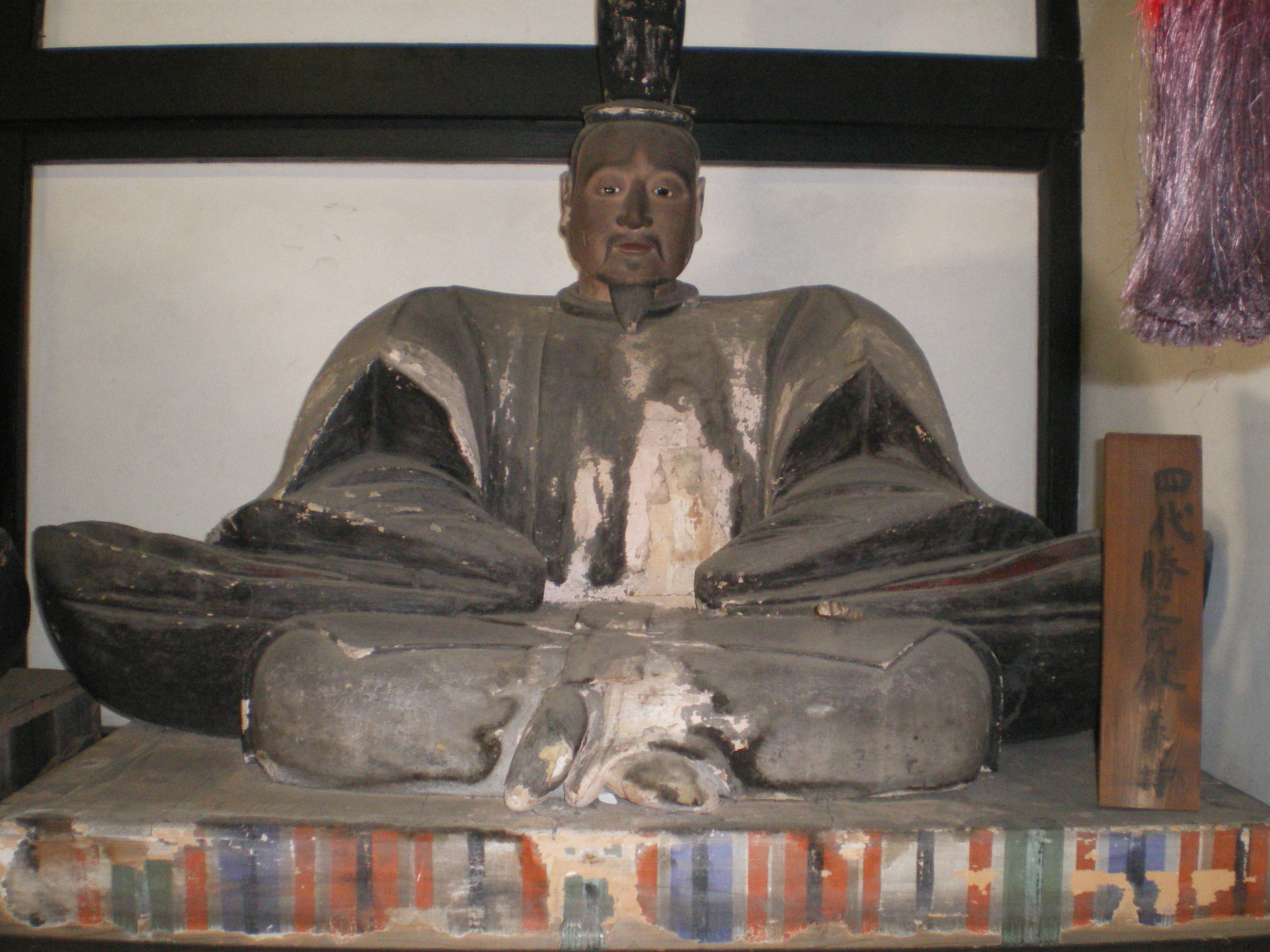
足利義持木像（等持院）

- 応永元年（1395年）12月17日、正五位下に叙し、左近衛中将に任官。併せて征夷大将軍宣下。
- 応永2年（1395年）6月3日、従四位下に昇叙。
- 応永3年（1396年）4月20日、正四位下に昇叙。9月12日、参議に補任。
- 応永4年（1397年）1月5日、従三位に昇叙。3月29日、権中納言に転任。
- 応永5年（1398年）1月5日、正三位に昇叙。
- 応永7年（1400年）1月5日、従二位に昇叙。
- 応永8年（1401年）3月24日、権大納言に転任。
- 応永9年（1402年）1月6日、正二位に昇叙。11月19日、従一位に昇叙。
- 応永13年（1406年）8月17日、右近衛大将兼任。
- 応永16年（1409年）7月23日、内大臣に転任[209]。
- 応永19年（1412年）5月29日、右近衛大将辞任。
- 応永20年（1413年）10月22日、淳和奨学両院別当兼務。
- 応永26年（1419年）8月29日、内大臣辞任[210]。
- 応永30年（1423年）3月18日、征夷大将軍辞職。4月25日、出家。
- 応永35年（1428年）1月18日、薨去。1月22日、贈太政大臣。

肖像画：京都市右京区の神護寺所蔵（伝土佐行秀筆）。天龍寺塔頭慈済院にも、容貌の特徴が類似した作品が残る（共に重要文化財）。

## 水墨画作品
- 布袋図 （福岡市美術館） 重要文化財 - 応永15年10月から同17年初頭の間に描かれたとされる[214]。
- 白衣観音図 （京都・相国寺長得院） - 「応永十一年四月廿四日」との年紀があり、義持の花押の初出としても知られる[215]。
- 白衣観音図（MOA美術館） - 応永20年正月の年紀あり[216]。
- 寒山図 （岡山県立美術館） 紙本墨画 重要美術品[217]
- 杜子美図 （シアトル美術館） 紙本墨画[218]

## 関連作品
小説
- 山田風太郎「室町の大予言」（文藝春秋／文春文庫『室町少年倶楽部』収録、1995年）
- 鯨統一郎『とんち探偵一休さん 金閣寺に密室』（祥伝社、2000年）
- 朝松健『一休暗夜行』（光文社、2001年）
- 朝松健『一休虚月行』（光文社、2002年）

漫画
- 坂口尚『あっかんべェ一休』（講談社、のち講談社漫画文庫、1993-1996年）